# Primogenitura
La primogenitura è la condizione, legale o consuetudinaria, per cui il figlio legittimo più anziano di una coppia eredita l'intera proprietà della famiglia. 
La forma di primogenitura più diffusa nella storia è quella maschile, in cui i beni spettano al figlio maschio più anziano, ma può esistere anche la primogenitura femminile o quella assoluta, in cui l'eredità spetta al primo figlio nato indipendentemente dal suo sesso.
Sebbene assente nella maggior parte dei sistemi giuridici moderni, il diritto di primogenitura è ancora presente nei casi in cui un bene ereditato non sia divisibile, in particolare nell'eredità dei titoli nobiliari o monarchici.

## Ebraismo
Secondo un'antica legge ebraica il primogenito maschio era sacro a Dio e per il suo riscatto presso il tempio del Signore veniva offerta una coppia di tortore in sacrificio.
Alla morte del padre, la proprietà delle terre spettava al figlio primogenito maschio e, in assenza di eredi maschi, veniva divise fra le figlie in eguale misura. Alle figlie spettava l'eredità anche se si sposavano, purché il marito appartenesse alla stessa tribù di Israele, in modo da non violare l'assegnazione delle terre alle dodici tribù così come stabilita da Dio. L'ebraismo fu una delle prime civiltà antiche ad ammettere le donne alla successione ereditaria.
Fin dal primo capitolo della Genesi, la Bibbia non associa la primogenitura ad un privilegio divino di tipo assoluto e incondizionato, ma al contrario subordina la concessione della grazia divina alla scelta di univoca sottomissione a Dio da parte dell'uomo creato libero. 

Caino fu il "primo figlio primogenito" della storia umana, primo figlio di Adamo ed Eva, capostipiti del genere umano secondo Genesi 1: la primogenitura non impedì che fosse maledetto e condannato all'esilio da Dio, a seguito dell'uccisione del fratello Abele. Caino si macchiò non soltanto dell'omicidio del fratello Abele, ma anche della scelta di non sacrificare a Dio le primizie del raccolto agricolo, nello stesso modo in cui Abele riservò a Dio "i primogeniti" raccolti nel gregge della famiglia (Genesi 4:3-4). Caino perse la primogenitura con l'esilio causato dalla sua dissubedienza, mentre Dio gli preferì il secondogenito Abele, poiché eseguiva sacrifici come era prescritto al figlio maggiore di una famiglia patriarcale. Il sacrificio prevale sulla primogenitura di nascita.

## Monarchia
Nella maggior parte delle monarchie, l'ereditarietà al trono è destinata al primogenito maschio.
Questa usanza deriva probabilmente dal medioevo, durante il quale i feudatari lasciavano in eredità il feudo al loro primo figlio maschio. Si trattava di un modo per evitare il frazionamento della proprietà fra una moltitudine di eredi, e la perdita del potere economico e politico del casato. Legata a questa considerazione economica, è la pratica di matrimoni combinati fra famiglie nobili che hanno un patrimonio familiare simile, e talora fra famiglie imparentate. In questa tipologia, rientrano le unioni e parentele createsi negli ultimi secoli fra alcune famiglie di nobile origine e ricche famiglie borghesi.

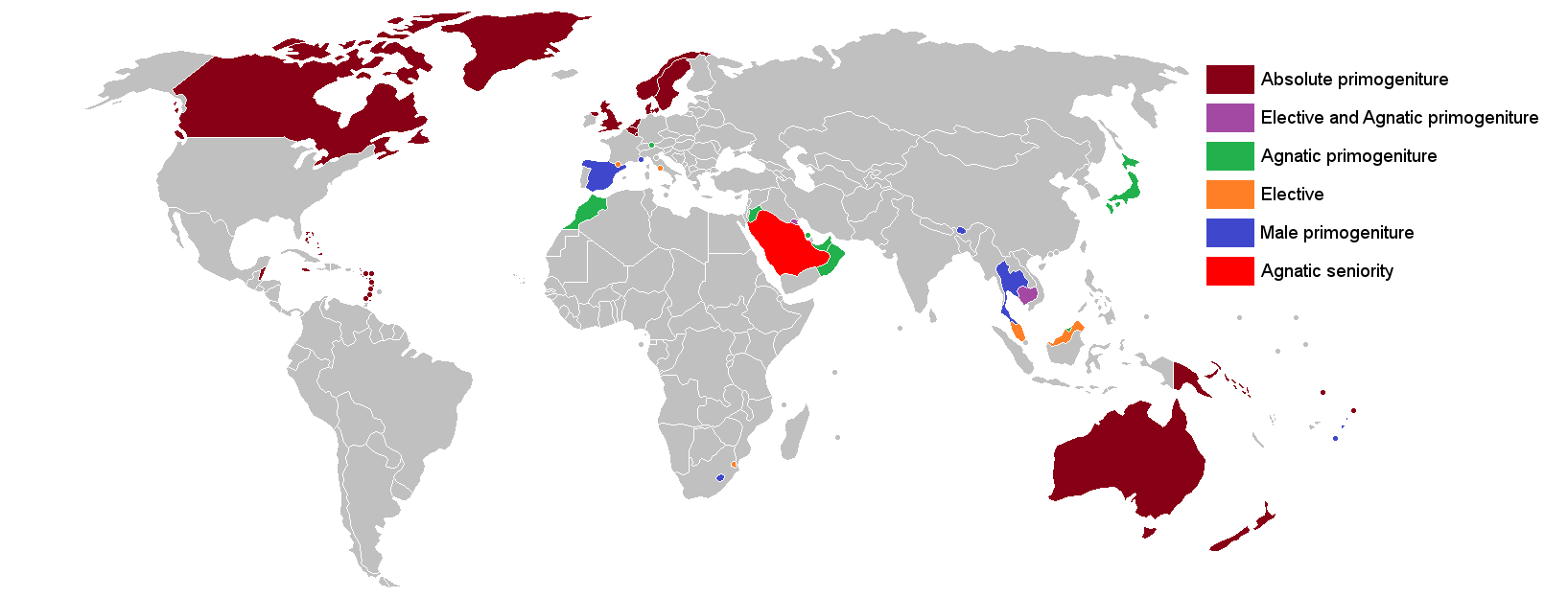
Monarchie del mondo divise per tipologia di successione.
Primogenitura assoluta
Primogenitura elettiva ed agnatizia
Primogenitura agnatizia
Primogenitura elettiva
Primogenitura di preferenza maschile
Anzianità agnatizia

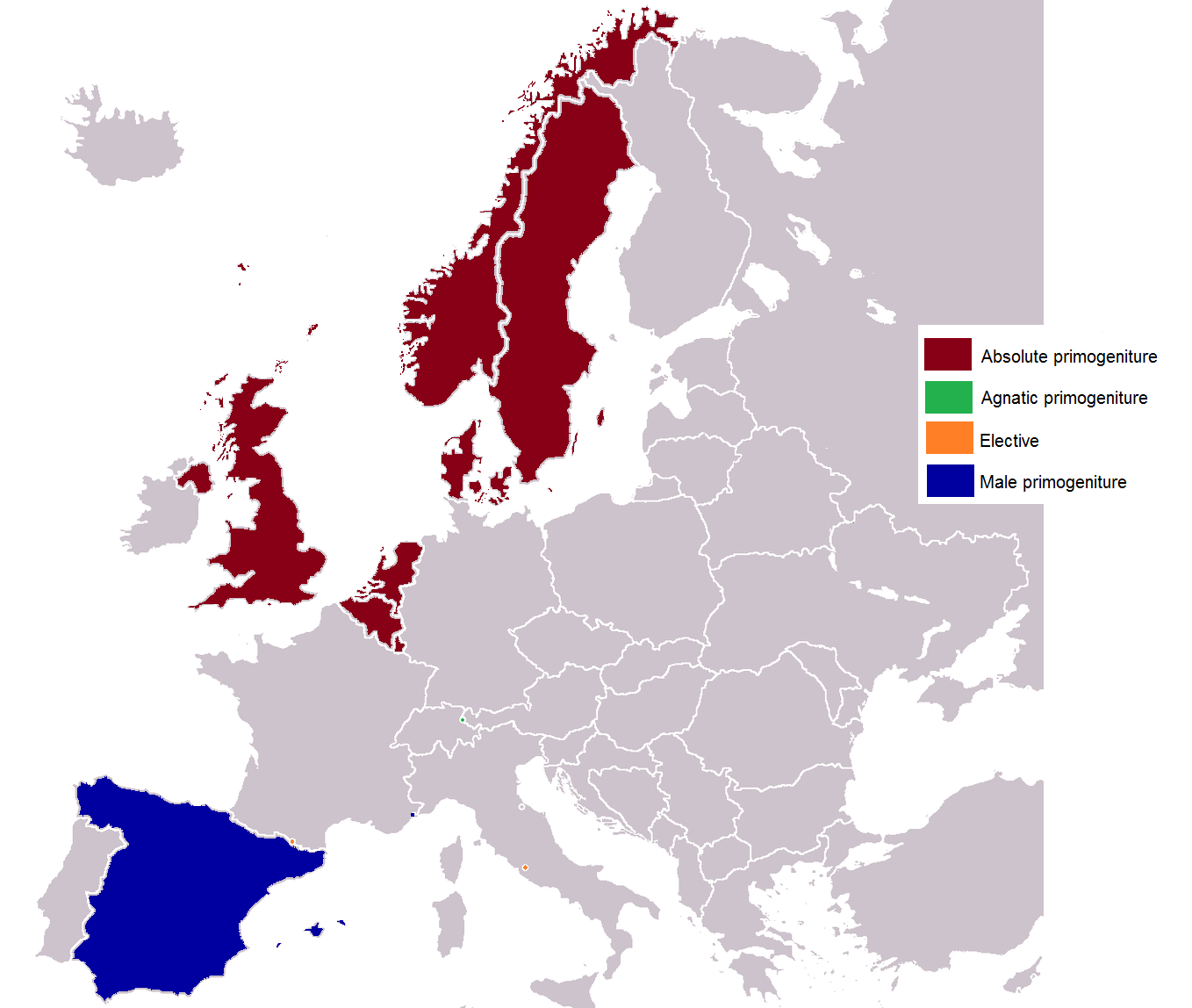
Monarchie europee divise per tipologia di successione.
Primogenitura assoluta
Primogenitura agnatizia
Elettiva
Primogenitura di preferenza maschile

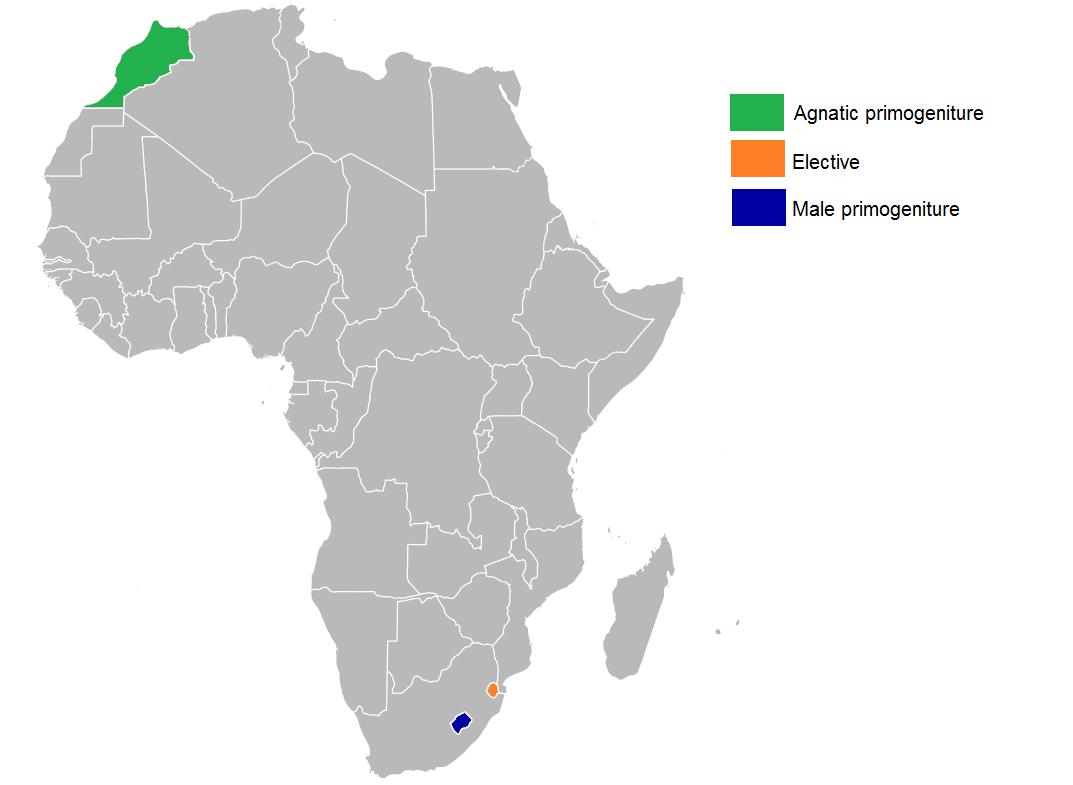
Monarchie africane divise per tipologia di successione.
Primogenitura agnatizia
Elettiva
Primogenitura di preferenza maschile

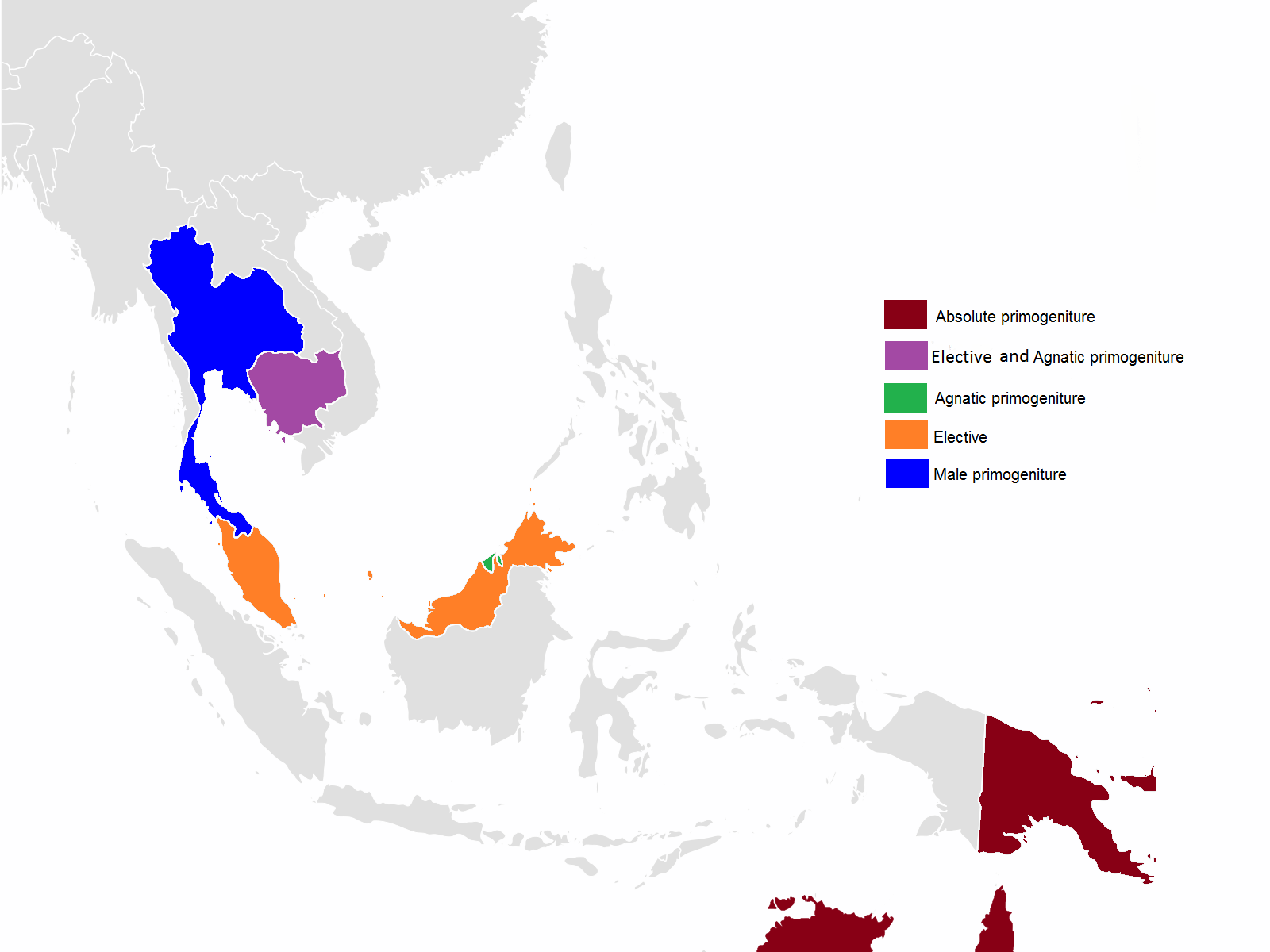
Monarchi dell'Asia meridionale divise per tipologia di successione.
Primogenitura assoluta
Monarchia elettiva e primogenitura agnatizia
Primogenitura agnatizia
Elettiva
Primogenitura di preferenza maschile

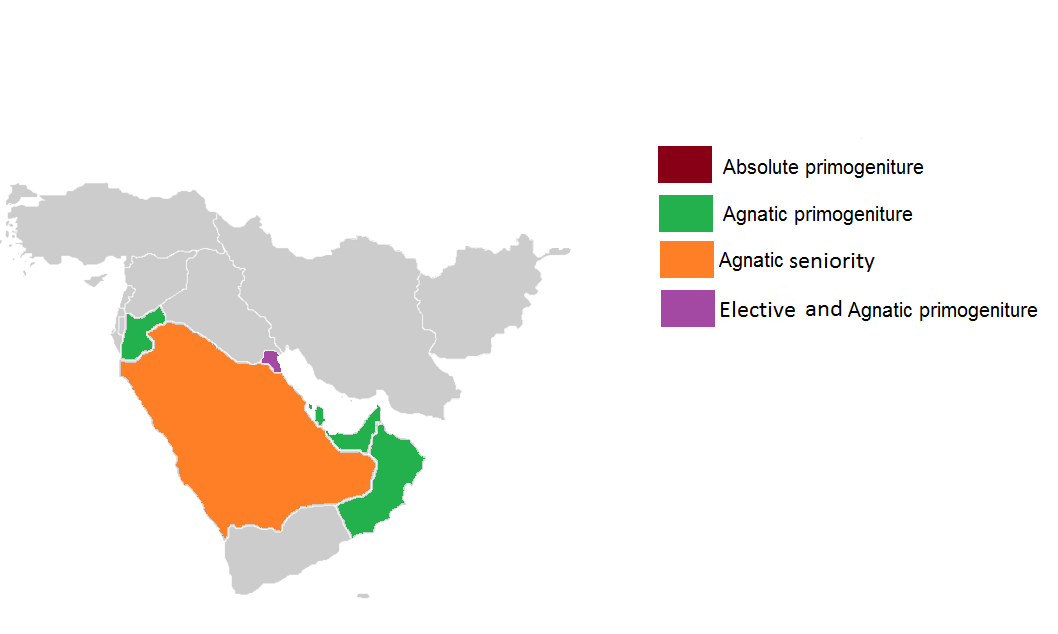
Monarchie mediorientali divise per tipologia di successione.
Primogenitura assoluta
Monarchia elettiva e primogenitura agnatizia
Primogenitura agnatizia
Anzianità agnatizia
Primogenitura di preferenza maschile

     Primogenitura assoluta
     Primogenitura elettiva ed agnatizia
     Primogenitura agnatizia
     Primogenitura elettiva
     Primogenitura di preferenza maschile
     Anzianità agnatizia
     Primogenitura assoluta
     Primogenitura agnatizia
     Elettiva
     Primogenitura di preferenza maschile
     Primogenitura agnatizia
     Elettiva
     Primogenitura di preferenza maschile
     Primogenitura assoluta
     Monarchia elettiva e primogenitura agnatizia
     Primogenitura agnatizia
     Elettiva
     Primogenitura di preferenza maschile
     Primogenitura assoluta
     Monarchia elettiva e primogenitura agnatizia
     Primogenitura agnatizia
     Anzianità agnatizia
     Primogenitura di preferenza maschile

### Primogenitura assoluta
Col termine di assoluta, eguale o lineare si indica un tipo di primogenitura nella quale il sesso non è un fattore rilevante al fine della successione. Dal 1980 quasi tutte le monarchie europee applicano tale tipologia di primogenitura.
Secondo Poumarede (1972), i baschi del Regno di Navarra sono ancora soliti trasmetter titoli e proprietà al primogenito senza riguardo al sesso. Tale tradizione affonda le proprie radici nel medioevo. La monarchia navarrese, ad ogni modo, venne ereditata da dinastie esterne alla Navarra, le quali seguivano differenti leggi di successione, tra cui la più diffusa era la primogenitura di preferenza maschile.
Nel 1980, la Svezia ha emendato la propria costituzione a favore della primogenitura assoluta, privando tanto il primogenito di Carlo XVI Gustavo, il principe Carlo Filippo, dell'ereditarietà del trono a favore della sorella maggiore, Vittoria. Altre monarchie hanno seguito questo esempio: Paesi Bassi nel 1983, Norvegia nel 1990, Belgio nel 1991, Danimarca nel 2009, Lussemburgo nel 2011 e Regno Unito nel 2015.
Il Principato di Monaco, i Paesi Bassi e la Norvegia hanno ad ogni modo realizzato una "primogenitura deviata" a cavallo tra XX e XXI secolo, restringendo la successione alla corona ai soli parenti dell'ultimo monarca, con precisi requisiti.
Recentemente, altre monarchie hanno cambiato o considerato di mutare il loro regime verso la primogenitura assoluta:
- Con la nascita dell'Infanta Leonor di Spagna il 31 ottobre 2005, erede apparente di Filippo, principe delle Asturie e della principessa Letizia, il primo ministro spagnolo José Luis Rodríguez Zapatero riaffermò l'intenzione del governo di istituire, con emendamento alla costituzione spagnola, la primogenitura assoluta. La proposta di Zapatero venne supportata dai capi dei principali partiti di opposizione. Ad ogni modo, l'amministrazione di Zapatero terminò prima che l'emendamento fosse proposto in bozza ed il successivo governo non lo approvò. Nel 2014, all'abdicazione di suo padre, Filippo VI è asceso al trono, avendo due figlie di cui la maggiore Leonor, in mancanza di eredi maschi, è attualmente l'erede al trono.
- Nel luglio del 2006, il governo nepalese propose di adottare la primogenitura assoluta,[4] ma la monarchia venne abolita nel 2008 e questo emendamento non poté avere seguito.
- Nel 2011 il governo del Commonwealth ha annunciato l'Accordo di Perth, un piano per mutare la legislazione verso la primogenitura assoluta.[5] La legislazione entrò in effetto il 26 marzo 2015.
- In Giappone è stato discusso se adottare o meno la primogenitura assoluta, dal momento che la principessa Aiko è l'unica figlia dell'imperatore Naruhito. Ad ogni modo, la nascita del principe Hisahito, figlio del principe Akishino (fratello minore dell'imperatore Naruhito) ha sospeso il dibattito.

### Primogenitura agnatizia
Sulla base della primogenitura agnatizia o agnatica, o patrilineare, il successore di un monarca (maschio o femmina) è il suo figlio primogenito e tutta la sua discendenza (agnates), estinta la quale la successione spetta al secondogenito e alla sua discendenza e così via, con esclusione di tutte le femmine.

### Primogenitura cognatizia
La primogenitura cognatizia o cognatica ammette alla successione anche le figlie femmine, che generalmente sono posposte all'ultimo figlio maschio.

#### Primogenitura di preferenza maschile
La primogenitura di preferenza maschile prevede che la successione al trono sia accordata di preferenza ad un membro maschio della famiglia (diretto oppure che nessun fratello maschio abbia avuto eredi maschi) e solo in seconda battuta alla primogenita figlia femmina.
Tale pratica era comune per i troni di Inghilterra e Scozia nel Regno Unito sino al 2015, quando tale primogenitura venne mutata a favore di una nuova legislazione.
Attualmente in Europa rimangono solo i troni di Monaco e Spagna ad aver mantenuto tale primogenitura.
Pur in rispetto della legislazione emessa, le baronie del Regno Unito continuano comunque a seguire il corso naturale della loro successione storica in quanto alla morte dell'ultimo titolare maschio il titolo in genere si estingue con lui pur se questi ha dei parenti in linea femminile. Tuttavia esistono nella nobiltà scozzese titoli antichi (esempio quello di Conte di Sutherland ma soprattutto diversi titoli di barone) che hanno la possibilità di passare ad eredi femmine in caso di mancanza di figli maschi con una successione simile a quella al trono esistita fino al 2015.
In Inghilterra ed Irlanda invece esistono titoli antichi (di solito medioevali) che possono passare con la regola della preferenza maschile eventualmente ad eredi femmine ma solo se vi è un'unica erede, in caso di mancanza di maschi ma con più femmine il titolo viene sospeso (in abeyance) finché la Corona non decide a quali delle figlie femmine sarà assegnato senza riguardo necessariamente al fatto se siano primogenite o no. In certi casi un titolo è stato tolto dalla abeyance dopo 4 secoli, poiché il titolo era solo sospeso la numerazione segue quella dall'ultimo antenato con tale titolo.